# 唭里岸
唭里岸是臺北市北投區內的舊地名之一，聚落中心位於今日的立農里、東華里一帶。國民政府來台後，廢除來自臺灣原住民凱達格蘭族的舊地名唭里岸，改為「立農里」，以立農街貫穿整個聚落生活帶，之後隨著都市發展劃出增設東華、吉利、尊賢、立賢、吉慶等里。其中「東華」一帶還保留較原始的聚落環境、「吉利」地名則是由唭里岸的「唭里」二字發音所轉化；清代乾隆初期迄今仍被稱為北投五大角頭（村落）。
在臺北捷運淡水線唭哩岸站設站前，大多以舊庄名、大字名、北淡線舊站名唭里岸作為地名使用。
現行臺北市北投區設有唭哩岸次分區。

## 地名源由與意義
唭里岸（漢語拼音：Qili'an；通用拼音：Cili-an）其地名原由有三，其一當地曾為先住民凱達格蘭平埔族其里岸社之所在地，故沿用此名；其二為此地為昔舊淡水河，自北突出的彎曲地帶，形似一海灣，因地形而得名；其三為西班牙人佔領臺灣時，因此地地形極像菲律賓群島中的呂宋島西北海灣（Irigan），故稱此地為Irigan，後來受凱達格蘭語的影響，加上地名的接頭語Ki，遂變成「唭里岸」。
唭哩岸，1650年代荷治臺灣時期，其地名標示有五種為（Kirragenan/Kieraanganon/Kerannanna/Kernannananna/Quiranganan），為巴賽族聚落之一。如照巴賽語ki-zingan的譯音，唭哩岸是「海灣」之意。ki 為南島語族常見的地名前綴詞，表示為地名之意。而 an 是地名韻尾之後綴詞，an 的意思是「……的地方」。
唭哩岸在《淡水廳志》分別有下列記載方式「奇裏岸」（淡水廳志卷二第31頁）、「奇裏岸社」（淡水廳志卷三第81頁）、「淇裏岸」（淡水廳志卷三第112頁）。明鄭時期為防止清兵進攻，曾經遣將駐兵、招來佃農開闢農田；清雍正年間，在此開七星墩灌溉，唭哩岸成為淡水河北岸農業發祥地。

## 地理

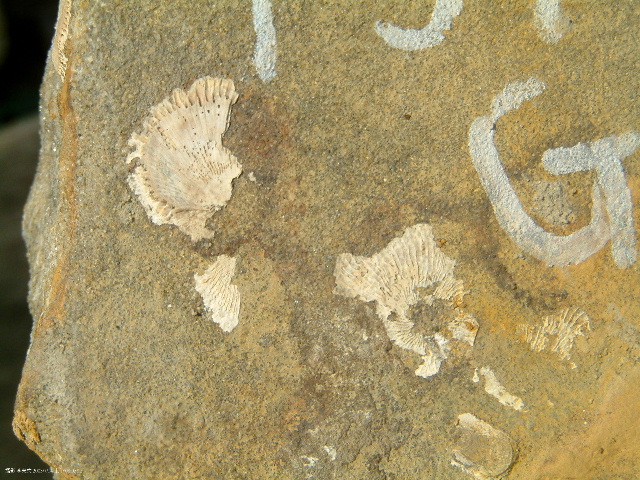
唭哩岸貝殼

唭里岸大致在石牌路以北，唭里岸山（164公尺）和烏尖連峰以南，西以北投溪磺港溪為界，鄰近牛稠內、大籬笆、土地公埔（今北投區八仙里）、石碑仔（今北投區石牌)、洲仔尾（今北投區洲美里）。日治時代前認知的唭里岸地區尚包含今日石牌（石牌山腳庄）。
日治時期的區劃唭里岸包含清末石牌唭里岸庄及磺溪庄，約含現今立農、東華、吉利、尊賢、立賢、吉慶、永明、永和、永欣等9里。
現在臺北市的唭哩岸次分區相較於日治時期的唭里岸，少了磺溪旁、臺北榮總周邊，現屬石牌次分區的永和、永欣2里。
2003年國立陽明大學興建圖資大樓，進行地質鑽探，挖出含有鹹水貝殼之唭哩岸石，證明台北盆地內曾經是鹹水湖或海域，「唭哩岸」意涵「海灣」才獲得另一個證據。

## 歷史

### 凱達格蘭平埔族
唭里岸，1650年代荷治臺灣時期，標示為Kirananna。
早期凱達格蘭平埔族人在這兒過著單純的漁獵生活。在荷蘭人侵入唭里岸時，為了供應淡水、雞籠（現基隆）一帶荷蘭軍的飲食用品，及增加稅收，極力鼓勵漢人移住本地或來此貿易。而後，在明永曆廿一年（1667年），鄭經派兵遣將把淡水一帶的荷蘭人驅離後，屯兵進駐，自此，漢人在唭里岸建廟、築屋、鋪路，對凱達格蘭平埔族人漸漸產生影響，並加速漢化。

### 漢人移入

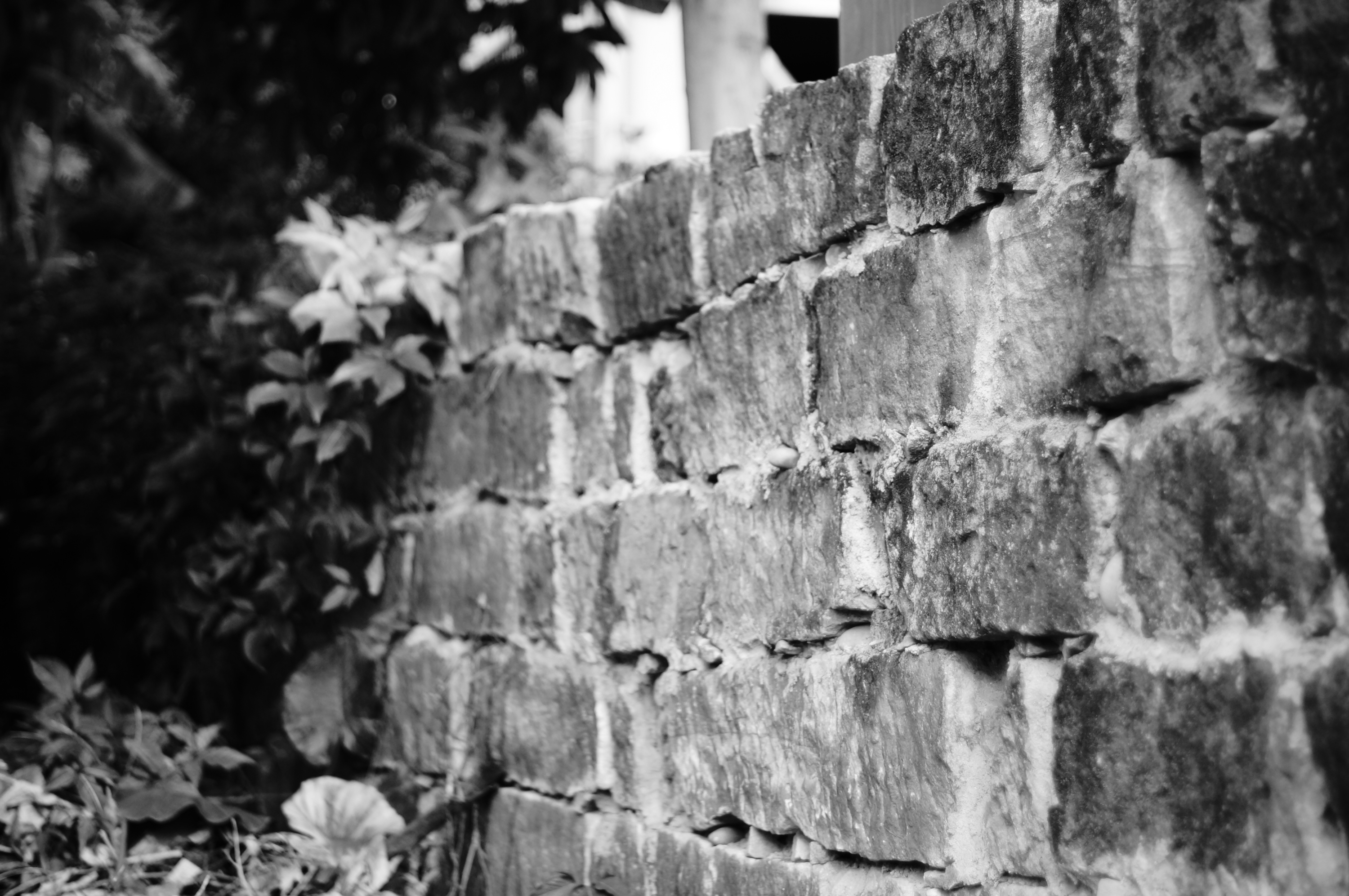
位於二重埔台灣主婦聯盟總社的唭哩岸石圍牆

漢人早在明萬曆年間就在北投出現貿易行為。1770年代，清朝治台時期，開放漢人進入台北盆地開墾農地，漢人在平埔族居住地附近落腳居住，闢土開街，形成漢人聚落。漢人自稱開墾台北是來自唭里岸，也開始以音譯使用「奇里岸」、「其里岸」、「淇里岸」...等漢字地名，後因淡水線捷運通車後由官方統一稱為「唭哩岸」，均指同一地區。
在兩百年前，由福建同安及漳州等地的先民渡海來台，從淡水河口進入，開發關渡、唭里岸一帶，因唭里岸的地理之勢，成為先民進入台北開墾的第一站。據《淡水廳志》記載：「淡水開墾，自奇里岸（今唭里岸）始。」由此可知，唭里岸是漢人在台北地區最早開發的地點。早在清初，此地就有條「唭里岸街」（今立農街），它是淡北最早的市街，也是當時由台北進入淡水的商旅必經要道（淡北古道），搭配船隻運行八仙圳和清水圳，加上淡水河的船隻都會在此裝卸貨物和休憩，當時唭里岸設有商店、客棧、酒家，景象繁榮。
清治時期唭哩岸打石場為重要的建材來源，沿水路往上游大漢溪或新店溪做為通路，其供應範圍可遠至新莊頭重埔、二重埔五穀王等港埠，如位於新北市三重區重新路五段408巷的台灣主婦聯盟生活消費合作社，昔日為二重埔港埠要道，也使用唭哩岸作為圍牆建材，另外台北城建城時東側城牆也使用大量唭哩岸岩做為圍牆建材，今天在台大醫院西址圍牆、國立台灣博物館南門園區小白宮等，都可以看到清治時期的使用狀態。

### 日治時期
在1904年所繪製的《台灣堡圖》中，唭里岸記載為「唭里岸庄」。戶政事務所登錄日治時代戶籍資料紀載為「臺北州七星郡北投街唭里岸」。
19世紀末，日本人治台，鋪設淡水線鐵路連結台北市與淡水港，1910年左右，在唭里岸山打石場旁的鐵路淡水線設置「唭里岸」站，在現今捷運淡水線石牌站與明德站間位置（詳見：1935新北投鳥瞰圖），作為運送當耐高溫的工業火爐石等的唭里岸石之用。
淡水線鐵路唭里岸站在戰後改名石牌站而湮沒。

### 戰後
1946年原唭里岸改制為立農、風度2里，隸屬於「臺北縣七星區北投鎮」。1947年1月改隸「臺北縣淡水區北投鎮」。1947年8月改隸「陽明山管理局北投鎮」。1952年8月風度里更名為永和里。1968年7月1日改隸「臺北市北投區」。1974年12月自立農里析出東華、尊賢、吉利3里。1981年4月自尊賢里劃出立賢里，自吉利里劃出吉慶里，自永和里劃出永明里。1990年3月12日自永和里劃出永欣里。
1970年代因設立國立陽明醫學院，廢打石場，設東華公園，鐵路淡水線停駛，唭里岸之名消失在台灣的地圖上。1997年沿舊鐵路興建的台北捷運淡水線開通後，在原鐵路王家廟車站南側500m設立捷運唭哩岸站，唭里岸之名才又出現在台灣地圖上。
1998年立農國小申請更名為唭里岸國小，因影響甚遠被駁回，其後在相關文宣上均有加註「唭哩岸學堂」字樣。

## 慈生宮
慈生宮在今北投區立農街一段321號，主奉五谷先帝（即神農大帝），是明朝末年福建同安、漳州、泉州等地的先民為祈求五穀豐登，於1669年興建，是北台灣廟史悠久的寺廟。1881年（光緒七年）時遷到現址，經四次改建而有今日規模。廟的山門兩旁圍牆上有四季農耕圖，和二十四節氣圖，廟埕右側還刻有巨大的古唭里岸市街圖。進入正殿，神農氏（即神農大帝）坐於正中，前有土地公、左為觀音、右為天上聖母、供桌下祀有虎爺。由於唭里岸的居民多以務農為業，慈生宮供奉都是農業社會生活需求下的神格。

## 軼事

### 文獻地名讀音不同
早期使用文字記錄該地區相當混亂，光是當地現存的石碑與歷史照片上都有不同的用字，如奇里岸、其里岸、淇里岸、居里岸、基里岸...等漢字地名，但大多是以如唭里岸作為書寫代表字，1997年台北捷運淡水線通車設站唭哩岸站後，政府慣用字才從唭里岸改為唭哩岸，有趣的是唭里岸的「唭」字讀音為「ㄑㄧ」（音同:七），與當地慣稱的「奇」讀音並不相同。
此外，台語文漢字讀音居里岸發音近似意味安居樂業的居裏安。

### 唭哩岸石
唭哩岸岩是台灣稱呼木山層石英砂岩的一種別稱，自古產自於唭哩岸地區；由於開採成本及運輸問題，在台灣所看的見的唭里岸岩建物並非完全產自唭里岸。
以清代台北城為例，因運輸不便而轉自內湖金面山採石場([德明科技大學]現址)取得部分石材。而日治時代興建北淡線鐵路後，唭里岸聚落的打石工業則達到了高峰,多由奇里案火車站(後改為石牌站，與今唭哩岸捷運站非屬同站)作為運輸用，由於該石材質地耐火耐高溫，耐熱溫度可達攝氏2000度，在日治時代透過鐵路運輸而在各地興建的燒窯爐多採用此石材，二戰期間日本的部分軍艦火爐亦使用此石材。迄今在臺灣大學之校牆還保留當時建造石材的原貌，可見過去榮景。
然民國六十四年，因陽明醫學院(今陽明大學)興建，政府下令於陽明大學區域禁止採石，自此該行業便漸漸沒落。

### 歷史建築未獲保護
今立農街一段曾保有最後一段舊唭里岸市街建築，採唭里岸石作為建材，北段曾經被稱為唭里岸老街（類似今新北市瑞芳區猴硐老街之建築群設計）；後因多項當地多項開發進而全數拆除，依拆除時間序及開發名稱如下：
立農街一段323巷（原荷蘭領事館舊址，後荒廢改建巷道）、天母玫瑰（原唭里岸石打石場）、吉利良緣（市街歷史建築）、停車場（約立農街一段320巷與立農街一段交界處，原市街歷史建築，後荒廢改建停車場）、2006 安家星賞（市街歷史建築）、2010 陽明上隱（原唭里岸老街歷史建築群，其一建築因火警全毀，後建築群皆拆除整平）；至陽明上隱案開工後，立農街除部分斷垣殘壁外，幾乎無任何完整歷史建物。
然後期亦有建商相中唭里岸後厝地區歷史建築群，欲進行都市更新開發。為此於2011年底迄今還發生多次抗議事件。

### 台北第一市街
根據《淡水廳志》等史料記載，認為淡北古道的唭里岸市街是台北第一條市街；但在市府刊物《台北畫刊》不同期數中，依開發與貿易等專題分別認為台北第一街為艋舺貴陽街、大稻埕迪化街（永樂町）、北投立農街（淡北古道唭里岸市街），為此各區皆自稱台北第一市街。
此外，唭里岸街還同時另有其他地名如：頂街、下街。立農街在立農國小以東部分稱頂街；以西部分則稱下街。
當時的唭里岸市街被譽為「九萬廿七千」，九萬意為家產上萬者有九戶，廿七千則為家產上千者有廿七家。而當國民所得來看，當時的萬元戶，約為今日的億萬富翁。
1994華視八點檔勸世媳婦故事中，將民間戲曲《周成過台灣》的故事背景被轉移到了奇里岸地區，以當時時空下的淡北古道「九萬廿七千」作為故事的起點，亦於當地信仰中心慈生宮進行取景。

### 關渡宮二媽傳說
唭里岸地區居民傳統信仰中心多為慈生宮的五穀先帝，但當地居民的另一信仰中心卻遠在西北方5公里的關渡宮，相傳關渡宮二媽原漂流至該地區大馬路五分港(約今承德路七段與北投焚化廠間)被人供奉在慈生宮，慈生宮整修因整修將其神像寄祀於關渡宮。
然慈生宮整修竣工後欲恭請媽祖回駕，媽祖表示要留在關渡宮，此後就安置在關渡宮，於是有正月十六二媽回娘家在到唭里岸地區的習俗，不過僅回宮作客並不舉辦遶境活動。

### 唭里岸公園
於天母行義路附近有一唭哩岸公園，然該公園位置卻與普遍認知的唭里岸地區相距甚遠，據台北榮總院史網站紀載，過去的唭哩岸地區以磺溪為界，涵蓋目前石牌及部分天母地區。

### 後厝謝氏
唭里岸地區北側以捷運淡水線為分隔之區域被稱為「後厝」，當地謝氏居民應有部分凱達格蘭平埔族血統。

### 唭里岸山
唭里岸山舊名鳳梨山，位於烏尖連峰西南向分支山股。山頭有聯勤測量單位設置銅標三等三角點，編號8201，海拔高度165公尺，涵蓋軍艦岩(白鐵圖根點，編號市491)、奇岩山(玄武岩圖根點，編號精幹點292)，山裡有四十甲地曾種滿鳳梨，昔名「鳳梨山」，在中華民國接管臺灣後逐漸減產以至消失，現今「唭里岸山」仍可發現為數不少的「野生」鳳梨。

### 推理遊戲取材
日本推理遊戲海貓悲鳴時（うみねこのなく頃に）EP4，金藏的故鄉在台灣，碑文所藏黄金之處字末解答為「淡水河旁的唭哩岸」；首先解開此達的日本留學生，推理遊戲其作品一改編成為漫畫與動畫。

## 影視取景
由於唭里岸地區既有現代社區型集合建築，又有傳統廟宇與石砌聚落，常常為電影電視取景所用，早期北投地區電影興盛時期亦有所取景，近年來亦有電視電影及廣告在此取景。
- 國農乳品廣告 (經典乳品廣告「千拜萬拜不如歸箱的國農拿來拜」，即在唭里岸地區廟宇進行取景作業，亦為當地居民津津熱道之事。)
- 電視劇連續劇 勸世媳婦(1994華視八點檔)
- 電視劇連續劇 我們一家都是人(超視)
- 電視劇連續劇 親親小爸(華視)
- 電視劇連續劇 太陽花 (中視)
- 電視劇連續劇 愛情合約 (TVBS)
- 電視劇連續劇 華麗的挑戰 (民視、八大)
- 香港電影 哪有一天不想你
- 台灣電影 聽說
- 台灣電影 愛你一萬年
- 台灣電影 木偶人電影版BBS鄉民的正義前導影片
- 台灣電影 惡之畫
- 音樂錄影帶 許慧欣倔強的背後
- 音樂錄影帶 黃明志五百

## 參照
- 台北歷史
- 唭哩岸站
- 石牌站
- 軍艦岩
- 慈生宮
- 立農國小
- 唭里岸山

## 外部連結
- 唭哩岸自然步道 （页面存档备份，存于）
- 第二章基隆河流域──一號至十七號地圖解讀（页面存档备份，存于）